# Antsohihy
Antsohihy er en by og kommune i regionen Sofia i det nordlig Madagascar.
Antsohihy er regionshovedstad Sofia og har administrationen i distriktet Antsohihy . Den ligger ved Route nationale 6.
Den havde 84.585 indbyggere ved folketællingen i 1993, og folketallet blev anslået	til 130.222 mennesker i 2011 